# Druccy-Tołoczyńscy

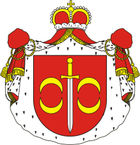
herb Druck

Druccy-Tołoczyńscy (także tylko Tołoczyńscy) – ród kniaziowski (książęcy) pochodzenia litewskiego, będący gałęzią kniaziów Druckich, biorący swe nazwisko od miejscowości Tołoczyn, leżącej w Powiecie Orszańskim i położonej niedaleko Drucka, w którym Tołoczyńscy, podobnie jak inni kniaziowie idący od Druckich, posiadali swoje udziały.
Za protoplastę rodu można uznać kniazia Michała Iwanowicza, syna kniazia Iwana "Putiaty" Druckiego, który znany jest właściwie tylko z patronimiku swojego syna, kniazia Jurija Michajłowicza, piszącego się pierwotnie Sziszewskim od Sziszewa pod miastem Hory, a dopiero później Tołoczyńskim (Tołoczinskim). Ród wymarł w XVI w. - w linii męskiej - na kniaziu Wasylu Jurjewiczu, synu wspomnianego Jurija i wnuku wyżej wymienionego Michała.